# Xena Longenová
Xena Longenová (rodným jménem Polyxena Marková; 3. srpna 1891 Strakonice – 23. května 1928 Praha) byla česká divadelní a kabaretní herečka, manželka herce a dramatika Emila Artura Longena.

## Život
Narodila se v herecké rodině, její otec Antonín Marek (1862–1938) i oba starší bratři Adolf Marek (1884–1934) a Vladimír Marek (1882–1939) byli herci. V roce 1910 se provdala za Emila Artura Longena. Spolu pak hráli na různých scénách a v kabaretech v Praze a v Brně. Vystupovali i v cizině: v Berlíně, Vídni, Terstu, v Lublani a v Paříži. Po návratu do Prahy založil Longen v roce 1920 nejprve kabaret Bum a později Revoluční scénu. Zde Xena vytvořila svou patrně nejslavnější roli v dramatizaci povídky Egona Erwina Kische Nanebevstoupení Tonky Šibenice. Od roku 1923 hráli manželé Longenovi v Divadle Vlasty Buriana.
Xena dlouhodobě trpěla depresemi, pocitem zneuznání, a na pohodě jí nepřidával ani bouřlivý život s bohémským Longenem. Dne 23. května 1928 se rozhodla řešit vleklou manželskou i osobní krizi sebevraždou skokem z okna. Její manžel následně na její počest napsal (auto)biografický román Herečka (1. vydání 1929), kde vystupují pod upravenými jmény – Xena s rodným příjmením „Karemová“, on sám jako „Hauten“ a např. Vlasta Burian jako „Dolan“.
Xena Longenová nenašla místo na větší scéně. Živořila po kabaretech a jepicovitých divadlech. Stravovala se touhou po opravdovém umění a dělala je v žalostném prostředí, v podnicích, s nimiž šla od jednoho bankrotu k druhému. Hrála tak často přímo v anonymních hrách – ve všelijakých naturalistických aktovkách, odkoukaných z divadla hrůzy – ale i tehdy vám utkvěla v paměti, třeba jste už dávno zapomněli na literární předlohu, jež jí byla podnětem. Hrávala v hrozných hrách – ale ona v nich vždycky dovedla uplatnit kus opravdového lidství. 
Joža Götzová

## Dílo

### Autorka divadelní hry
- Dáma z Cimeliček: veselohra o jednom jednání na francouzský motiv, Praha: Fr. Švejda, asi 1925)

### Film
- 1926 Prach a broky (režie Přemysl Pražský, role vdovy Šroubkové – jediná filmová role)

## Odkaz ve filmu
Postavě Xeny Longenové se věnuje film Karla Steklého Každému jeho nebe.